# Bruce Beresford
Bruce Beresford (/ˈbɛrɪsfərd/; n. 16 august 1940, Municipality of Woollahra⁠(d), Noul Wales de Sud, Australia) este un regizor de film australian care a realizat peste 30 de filme cinematografice de-a lungul unei cariere de 50 de ani. Printre filmele sale notabile se numără Breaker Morant (1980), Tender Mercies (1983), Crime din pasiune (1986) și Șoferul Doamnei Daisy (1989).

## Filmografie
- The Adventures of Barry McKenzie (1972)
- Barry McKenzie Holds His Own (1974)
- Side by Side (1975)
- Don's Party (1976)
- The Getting of Wisdom (1978)
- Money Movers (1978)
- Breaker Morant (1980)
- The Club (1980)
- Puberty Blues (1981)
- Tender Mercies (1983)
- King David (1985)
- The Fringe Dwellers (1986)
- Crimes of the Heart (1986)
- Aria (1987)
- Her Alibi (1989)
- Driving Miss Daisy (1989)
- Mister Johnson (1990)
- Black Robe (1991)
- Rich in Love (1992)
- A Good Man in Africa (1994)
- Silent Fall (1994)
- Last Dance (1996)
- Paradise Road (1997)
- Sydney – A Story of a City (1999)
- Double Jeopardy (1999)
- Bride of the Wind (2001) (a. k. a. Die Windsbraut)
- Evelyn (2002)
- And Starring Pancho Villa as Himself (2003) (TV)
- The Contract (2006)
- Mao's Last Dancer (2009)
- Peace, Love & Misunderstanding (2011)
- Bonnie & Clyde (2013) (TV)
- Mr. Church (2016)
- Roots (2016) (TV)
- Flint (2017) (TV)
- Ladies in Black (2018)